# Toni der Assi

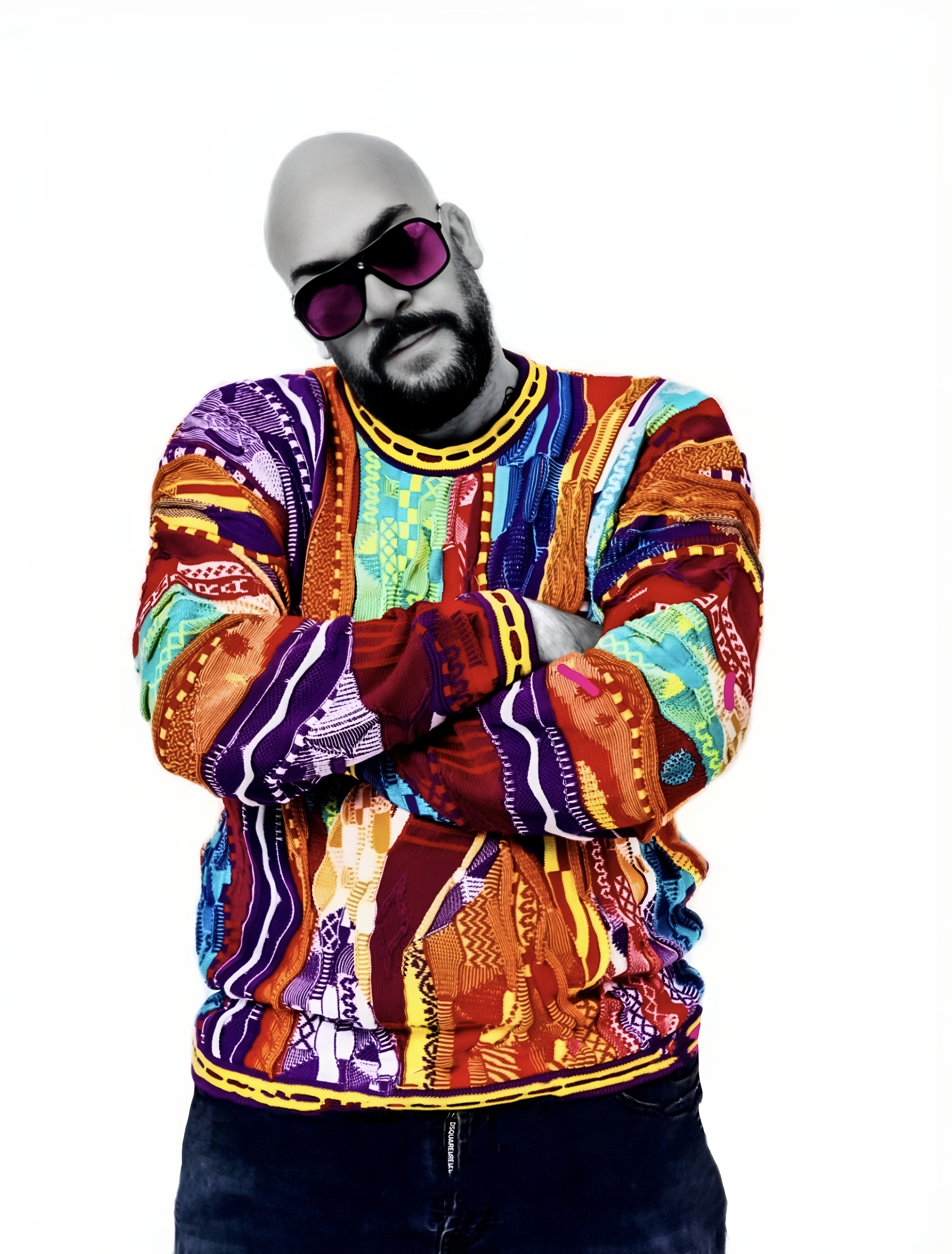
Bild von Toni der Assi

Toni der Assi (bürgerlicher Name Toni Latinović; * 19. Januar 1978 bei Frankfurt am Main) ist ein deutscher Rapper serbischer Abstammung, dessen Stil sich an den US-amerikanischen Hip-Hop von Public Enemy anlehnt.

## Frühe Jugend
Toni ist der Sohn serbischer Einwanderer, die Anfang der 1970er Jahre aus dem damaligen Jugoslawien nach Deutschland kamen. Er wurde 1978 bei Frankfurt am Main geboren und hat noch einen älteren Bruder und eine Schwester. Seine Familie zog ein Jahr nach Tonis Geburt nach Mannheim. Einen Schulabschluss hat Toni nicht. Er war in den 1990ern in verschiedenen Breakdancecrews, wie den „Unique Wizzards“ und „Rocking Till Death“.
In dieser Zeit lernte Toni auch Hip-Hop-Künstler wie Torch, Toni L, Boulevard Bou oder auch einige vom ehemaligen Aggro-Berlin-Label kennen. Des Weiteren machte er Bekanntschaft mit Künstlern wie den Flying Steps oder Advanced Chemistry. Seit 2011 lebt er in Zürich.

## Musik
Das Kürzel „Assi“ steht für „asozial“. Durch die Text- und Themenwahl in seiner Musik versucht Toni, „politischen und staatsfeindlichen“ Rap im Stile US-amerikanischer Vorbilder und französischer Vorbilder wie Sefyu in den Hip-Hop einzuführen. Zu den Produzenten, mit denen er dabei zusammengearbeitet hat, zählen z. B. die „Rocko Beats“.
Seine Texte bestehen meist aus der Aneinanderreihung von Teilsätzen und Doppelreimen. Der Inhalt der Texte beschreibt meist seine staatsfeindlichen Einstellungen wie z. B. „Vaterstaat Hurensohn“ (Im Namen des Volkes) und das Leben in der seiner Meinung nach sozial benachteiligten deutschen Unterschicht.

## Anklage und Urteil wegen Volksverhetzung
Nach seinem Video zur Single „Staatsfeind“ wurde Toni 2008 von dem Abgeordneten Volker Beck wegen Beleidigung und Volksverhetzung angezeigt. Auf Grund von Textpassagen wie z. B. „schwule pädophile Kinderschänder – Freispruch im Namen des Volkes geht nicht, Kopfschuss, Gaskammer fertig“ wurde Toni in vielen homosexuellen Foren als „Hass-Sänger“ betitelt. Die Anzeige und die daraus entstehenden Folgen brachten Toni private Probleme und nach mehreren Hausdurchsuchungen, einer Festnahme und Berufungen, wurde Toni rechtskräftig zu einer Geldstrafe von 8.000 Euro verurteilt, die er laut eigenen Angaben an das SOS-Kinderdorf zahlte.

## Sonstiges
Toni der Assi ließ Mitglieder der Gang Black Jackets in einem Video auftreten und trat dann selbst bei. Mindestens Anfang 2012 gehörte er noch dem Chapter Mannheim an.
Toni der Assi ist nicht zu verwechseln mit Voll Assi Toni, einem YouTube-Komiker aus Offenbach, der ab Mitte 2006 Jahre in Amateur-Kurzfilmen über seine sexuellen Erfahrungen mit zahlreichen Frauen in drastischen Wortbeiträgen berichtete.

## Diskografie

### Alben
- 2009: Im Namen des Volkes (Distributionz, im Vertrieb von Soulfood)
- 2011: Ghetto 3D
- 2013: Von Brate für Brate
- 2014: Žilet: Audio Digital Rasur
- 2015: Alles Bombe

### Singles
- 2018: Jebote
- 2019: Riziko Miziko
- 2020: Wenn der Mantel fällt
- 2022: Bass (feat. Speedeey)

### EPs
- 2006: Vorlaut (mit Mino)
- 2010: Das Interpol Colucci Projekt. Distributionz/Finetunes

### Mixtapes
- 2007: Hektik Mektik. Unterdrukk Music Distributionz